# Argelita
Argelita (em castelhano) ou Argeleta (em valenciano)  é um município da Espanha na província de Castelló, Comunidade Valenciana. Tem 15,5 km² de área e em 2021 tinha 147 habitantes (densidade: 9,5 hab./km²).

## Demografia
| Variação demográfica do município entre 1991 e 2004 | Variação demográfica do município entre 1991 e 2004 | Variação demográfica do município entre 1991 e 2004 | Variação demográfica do município entre 1991 e 2004 |
| --------------------------------------------------- | --------------------------------------------------- | --------------------------------------------------- | --------------------------------------------------- |
| 1991                                                | 1996                                                | 2001                                                | 2004                                                |
| 106                                                 | 110                                                 | 110                                                 | 117                                                 |